# Orthogonius hopei
Orthogonius hopei – gatunek chrząszcza z rodziny biegaczowatych i podrodziny Orthogoniinae i plemienia Orthogoniini.

## Taksonomia
Gatunek ten opisany został w 1832 roku przez George'a Roberta Graya i nazwany na cześć Fredericka Wiliama Hope'a.

## Opis
Biegaczowaty ten osiąga od 20 do 21 mm długości ciała. Ciało posiada raczej płaskie i szerokie, ubarwione rudobrązowo. Nadustek wyposażony ma 4 szczecinki.

## Występowanie
Gatunek ten występuje w Indiach, Malezji, na indonezyjskiej Sumatrze oraz w Singapurze.